# 阮福淳
阮福淳（グエン・フック・トゥアン、Nguyễn Phúc Thuần、1754年 - 1777年）は、ベトナムの広南国の国王。廟号は睿宗、諡号は聡明寛厚英明恵和孝定皇帝。初名は阮福昕（グエン・フック・ハン、Nguyễn Phúc Hân）。武王阮福濶の十六男。

## 経歴
1765年、阮福淳は即位し、定王と自称した。摂政の張福巒が政治の実権を握り、事実上その傀儡であった。苛酷な統治のため、民衆の不満は高まり、1771年にはタイソン（西山）で阮文岳・阮文恵・阮文侶の三兄弟の蜂起が起こった。1774年、黎朝はこれを好機と見て大挙南下し、広南阮氏の首都富春（現フエ）を攻略した。1775年、甥の阮福暘に譲位し、太上王と自称した。
1777年8月、西山党の阮文恵が香堆を攻撃してくると、阮福淳と阮福暘は宋福和ら18人の大臣とともに殺害された。
1803年、かれの甥の阮福映が阮朝を建国すると、睿宗（Duệ Tông）の廟号を追贈られ、聡明寛厚英明恵和孝定皇帝（Thông Minh Khoan Hậu Anh Mẫn Huệ Hòa Hiếu Định Hoàng Đế）と追諡された。